# Hellville de Luxe
Hellville de Luxe es el quinto álbum de estudio del músico Enrique Bunbury. Su nombre proviene de la casa-estudio que el cantante zaragozano tiene en El Puerto de Santa María, su residencia por aquel entonces; fue allí, y en Esauira, donde las canciones del álbum fueron escritas, entre mayo de 2006 y febrero de 2008.
La fecha de publicación fue el 7 de octubre en tres formatos: doble vinilo, CD y edición digital. La sesión de fotos del álbum fue hecha por José Girl.
La producción es de Phil Manzanera y ha sido grabado y mezclado en los Estudios Music Lan, en Avinyonet de Puigventós, Gerona entre marzo y junio de 2008 y masterizado en Sterling Sound, Nueva York.
El sencillo de presentación, titulado "El hombre delgado que no flaqueará jamás", tuvo su estreno oficial el 20 de agosto a las 18 horas en un programa especial de la cadena Rock & Gol, conducido por El Pirata, que contó con la presencia de Enrique Bunbury. El sencillo tuvo bastante polémica al incluir en la letra Bunbury versos del poeta Pedro Casariego sin acreditar su autoría, y ser acusado de plagio. 
También fue el estreno de su nueva banda, tras la disolución de "El Huracán Ambulante" en 2005. Al poco tiempo del lanzamiento del disco fueron vendidas más de 160.000 copias, siendo disco de oro en España y México.
Rob Zombie tiene dos discos con los nombres casi iguales que éste llamados "Hellbilly Deluxe" y "Hellbilly Deluxe 2".

## Lista de canciones
Todas las canciones escritas y compuestas por Enrique Bunbury. 
| N.º   | Título                                       | Duración |  |
| 1.    | «El hombre delgado que no flaqueará jamás»   | 6:52     |  |
| 2.    | «Porque las cosas cambian»                   | 4:16     |  |
| 3.    | «Bujías para el dolor»                       | 5:40     |  |
| 4.    | «Si no fuera por ti»                         | 4:53     |  |
| 5.    | «Hay muy poca gente»                         | 4:44     |  |
| 6.    | «El porqué de tus silencios»                 | 5:03     |  |
| 7.    | «Doscientos huesos y un collar de calaveras» | 4:25     |  |
| 8.    | «Irremediablemente cotidiano»                | 4:53     |  |
| 9.    | «Canción cruel»                              | 4:10     |  |
| 10.   | «Todos lo haremos mejor en el futuro»        | 4:41     |  |
| 11.   | «Aquí»                                       | 5:23     |  |
| 54:44 |                                              |          |  |

| Edición en línea |                     |          |  |
| N.º              | Título              | Duración |  |
| 12.              | «La herida secreta» | 4:36     |  |
| 59:20            |                     |          |  |

| Edición Doble Vinilo |                                |          |  |
| N.º                  | Título                         | Duración |  |
| 13.                  | «Esto se hace, eso no se hace» | 4:53     |  |
| 14.                  | «Bobby Perú»                   | 4:53     |  |
| 15.                  | «Ven y camina conmigo»         | 4:20     |  |
| 71:03                |                                |          |  |

## Personal[2]
Los Santos Inocentes:
- Enrique Bunbury - Voz, guitarra acústica, Hammond, stylophone, armónica, coros.
- Álvaro Suite - Guitarra eléctrica, acústica y guitarra española, mandolina, coros.
- Jordi Mena - Guitarra eléctrica, acústica, dobro, lap steel, banjo, mandolina.
- Jorge "Rebe" Rebenaque - Hammond, Piano, mellotron, harmonium, Rhodes, Saw, harpichord, acordeón, coros.
- Robert Castellanos - Bajo, coros.
- Ramón Gacías - Batería, percusión, coros.

Producción:
- Phil Manzanera - Producción
- Jordi Mora - Ingeniería de grabación, mezcla.
- Jordi Solé, José Luis Molero, Anna S. Cabañol - Asistentes de ingeniería
- David "Libi" García Pascual, José Ramón Yago - Backline
- Francesco Pellegrini - Cocina
- Grabado y mezclado en Music Lan Estudios (Aviñonet de Puig Ventós, (Gerona)) de Marzo a Junio de 2008.
- Masterizado por George Marino en Sterling Sound (Nueva York).
- Rock & Chicken - Producción ejecutiva
- Jose Girl - Fotografía
- Jesús Guisado (FREEK! Magazine) - Diseño gráfico
- Paco Ruíz - Asistente de fotografía
- Rock & Chicken - Management y contratación.

## Videoclips
| N.º | Videoclip                                  | Año de publicación |
| --- | ------------------------------------------ | ------------------ |
| 1.  | "El Hombre Delgado Que No Flaqueará Jamás" | 2008               |
| 2.  | "Hay Muy Poca Gente"                       | 2008               |
| 3.  | "Porque Las Cosas Cambian"                 | 2008               |
| 4.  | "El Porqué de Tus Silencios"               | 2008               |
| 5.  | "Irremediablemente Cotidiano" (Fotoclip)   | 2009               |